# Onthophagus cyanellus
Onthophagus cyanellus är en skalbaggsart som beskrevs av Bates 1887. Onthophagus cyanellus ingår i släktet Onthophagus och familjen bladhorningar. Inga underarter finns listade i Catalogue of Life.